# Талер, Лотте
Лотте Талер (нем. Lotte Thaler; род. 1953, Баден-Баден) — немецкий музыковед
, музыкальный продюсер и музыкальный критик.
Дочь скрипача. Изучала музыковедение во Фрайбурге и Берлине. В 1983 году под руководством Карла Дальхауса защитила докторскую диссертацию «Органическая форма в музыкальной теории XIX — начала XX веков» (нем. Organische Form in der Musiktheorie des 19. und beginnenden 20. Jahrhunderts), годом позже изданную в виде монографии и характеризующуюся специалистами как наиболее полное исследование истории вопроса. Жила и работала во Франкфурте-на-Майне, сотрудничая как музыкальный критик с Frankfurter Allgemeine Zeitung. В 1988—1992 гг. один из соредакторов «Новой музыкальной газеты».
С 1994 г. работает в Баден-Бадене (на нынешней радиостанции Südwestrundfunk) как музыкальный редактор и журналист. Одновременно в 2001—2005 гг. была художественным руководителем музыкального фестиваля «Ансбахская баховская неделя» (нем. Bachwoche Ansbach).